# برونو ویلسون
برونو ویلسون (انگلیسی: Bruno Wilson؛ زادهٔ ۲۷ دسامبر ۱۹۹۶) بازیکن فوتبال اهل پرتغال است.
از باشگاه‌هایی که در آن بازی کرده‌است می‌توان به باشگاه فوتبال براگا بی و باشگاه فوتبال اسپورتینگ سی‌پی بی اشاره کرد.
وی همچنین در تیم‌های ملی فوتبال زیر ۱۶ سال پرتغال، زیر ۱۷ سال پرتغال، زیر ۱۸ سال پرتغال، و زیر ۲۰ سال پرتغال بازی کرده‌است.